# Port de la Rapée
Ne doit pas être confondu avec Quai de la Rapée.
Le port de la Rapée est une voie située dans les quartiers des Quinze-Vingts et de Bercy du 12e arrondissement de Paris.

## Situation et accès
Le port de la Rapée est accessible par les lignes 5 à la station Quai de la Rapée et 6 et 14 à la station Bercy.

## Origine du nom
Ce port longe le quai de la Rapée, qui fait référence à monsieur de la Rapée, commissaire général des troupes et locataire au fief de la Rapée, qui fit construire sur ce chemin qui longeait la Seine, l'hôtel de la Rapée.

## Historique
Au début du XVIIIe siècle, le port est utilisé comme garage pour les bateaux amenant du vin à Paris. De nombreuses guinguettes s’y installent. Les mariniers organisent, l’été, des spectacles de joute. Un bac permet la traversée du fleuve.
Le port est transformé en port droit à la fin du XIXe siècle et réaménagé. Il longe la Seine sur sa rive droite, entre le pont de Bercy et le pont d'Austerlitz. Il ne doit pas être confondu avec le quai de la Rapée qui le surplombe.
En 1966, une partie de son espace est empiétée par la voie Georges-Pompidou.

## Bâtiments remarquables et lieux de mémoire
- Le viaduc d'Austerlitz qui le surplombe.
- L'Institut médico-légal de Paris qui y possède un accès.

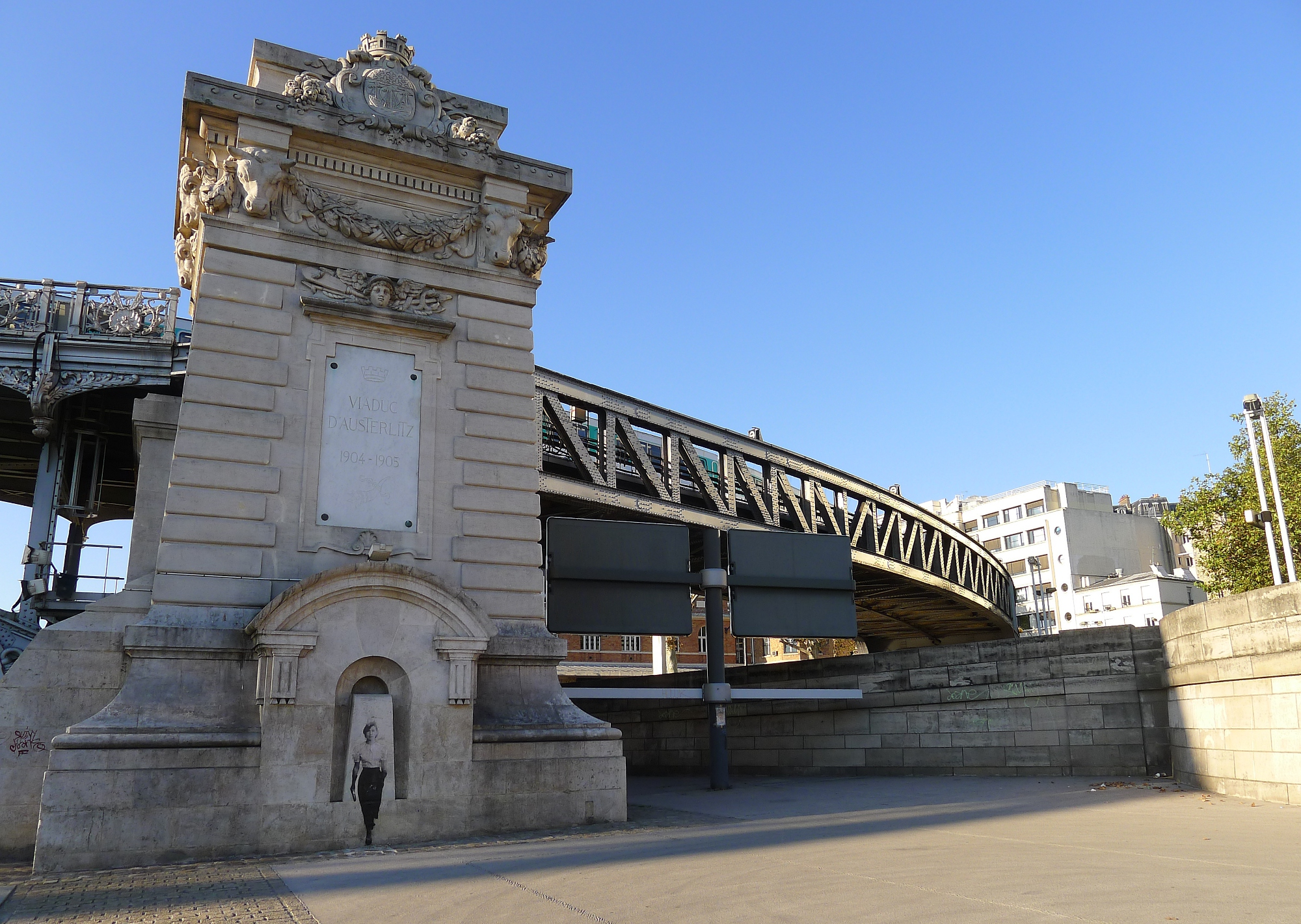
Viaduc d'Austerlitz passant au-dessus du port de la Rapée.
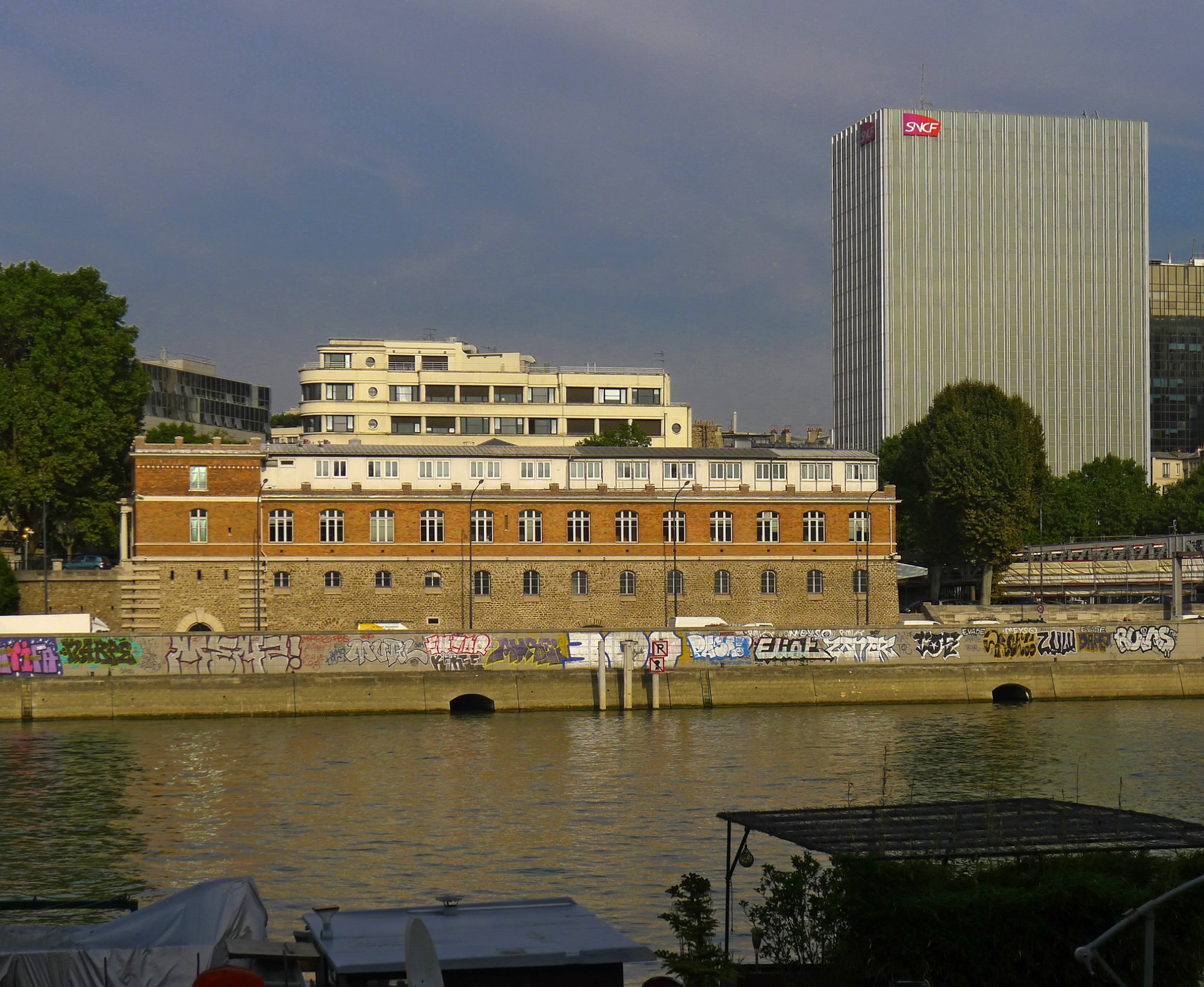
Institut médico-légal de Paris et le port de la Rapée.
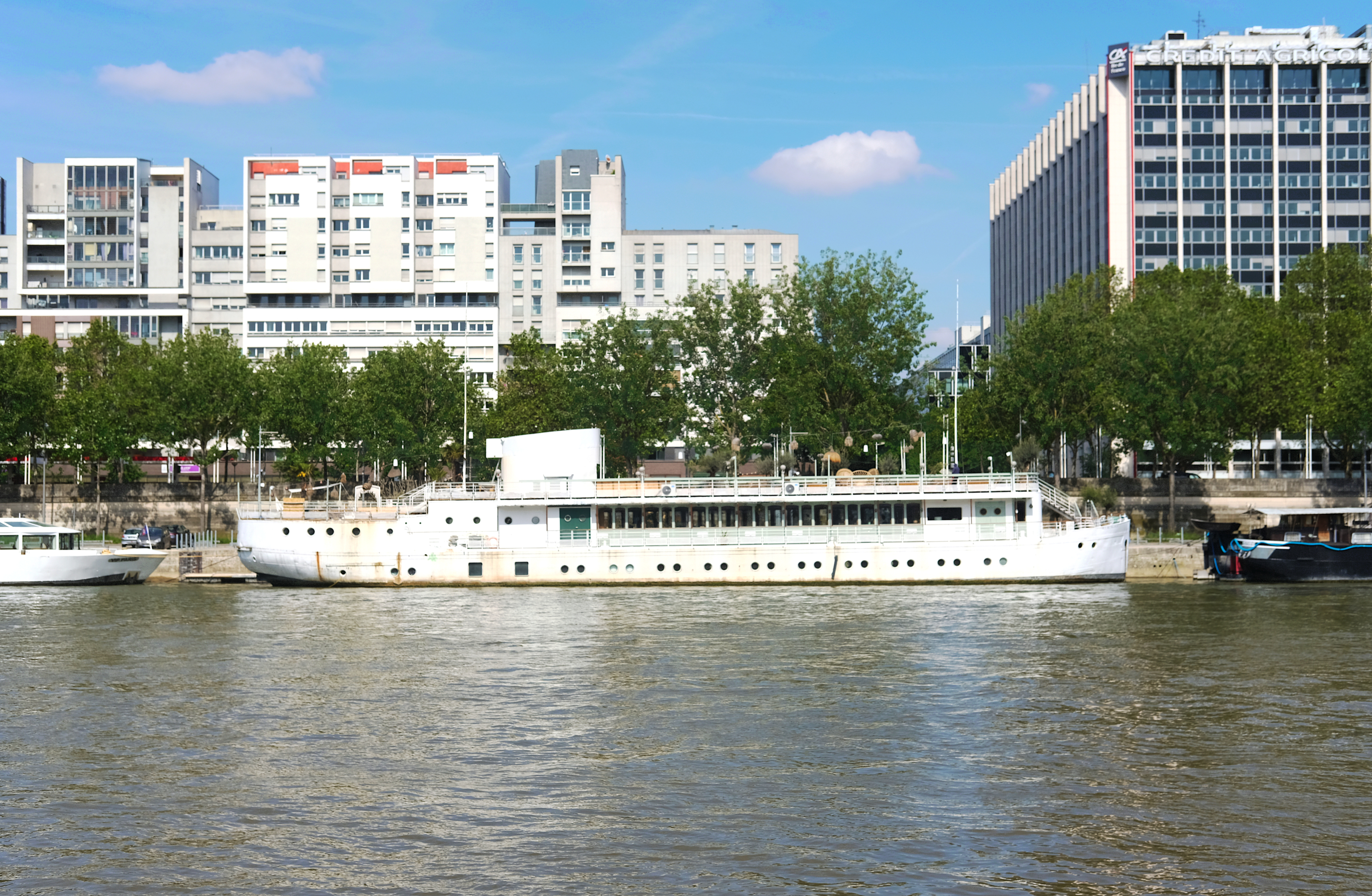
Port de la Rapée vu depuis le port d'Austerlitz (Paris 13e).